# منظمة حماية البيئة النووية

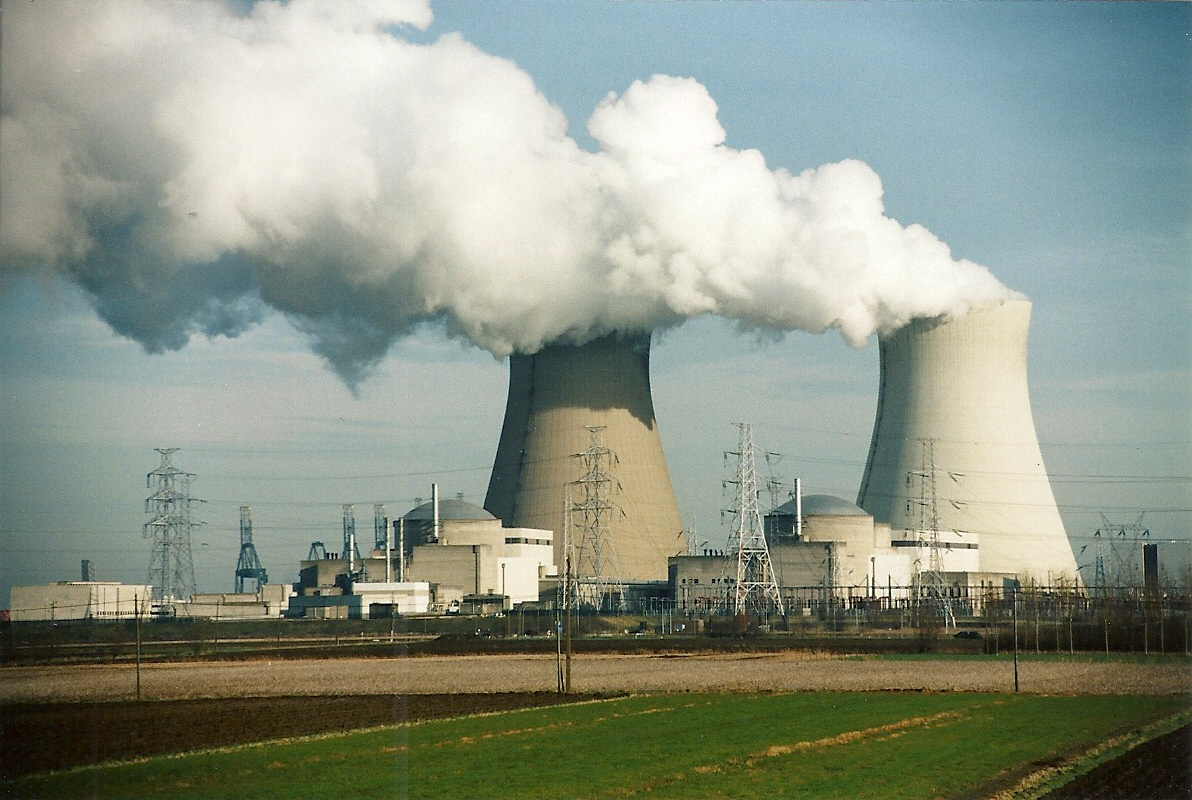
محطة للطاقة النووية.

منظمة حماية البيئة النووية (EFN) هي منظمة غير ربحية للطاقة النووية تهدف إلى توفير معلومات كاملة ومباشرة للشعوب عن الطاقة والبيئة. كما أنها تعزز فوائد الطاقة النووية لعالم أنظف وتهدف إلى توحيد الشعوب لصالح الطاقة النووية النظيفة.

## الرسالة
معارضة البيئة للطاقة النووية هي «أسوأ سوء فهم وأكبر خطأ في القرن العشرين».

## تمويل المنظمة
يتم تمويل منظمة حماية البيئة النووية (EFN) من خلال العضويات والتبرعات من أعضائها.

## التاريخ

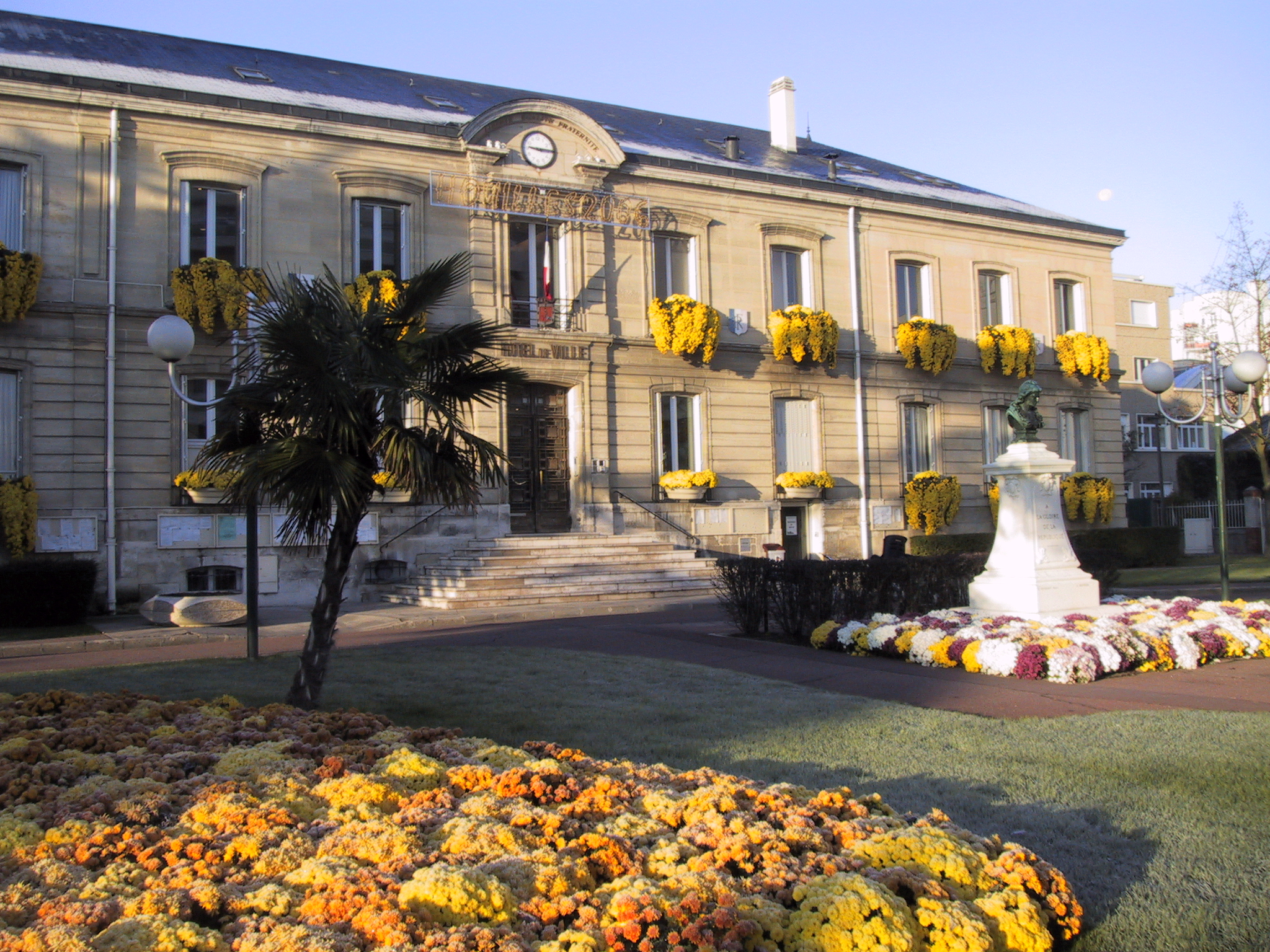
مدينة هويليه الفرنسية.

بدأت منظمة حماية البيئة النووية في عام 1996 بعد نشر كتاب البيئيون للطاقة النووية. تجمع منظمة حماية البيئة النووية أكثر من 10000 عضو ومؤيد مع مراسلين محليين وشبكة من المنظمات في أكثر من 60 دولة لإطلاع الشعوب على الطاقة والبيئة.

## إجتماعات المنظمة
تعقد الجمعية العامة لـ منظمة حماية البيئة النووية مرة واحدة في السنة في مدينة هويليه الفرنسية.

## مقر المنظمة
يقع مقر منظمة حماية البيئة النووية في ضواحي باريس.